# 24. základna dopravního letectva
24. základna dopravního letectva v rámci Vzdušných sil Armády České republiky zajišťuje přepravu osob a nákladu vojenskými dopravními a transportními letouny a vrtulníky pro potřeby Armády ČR na území České republiky i do zahraničí. Plní speciální úkoly při zabezpečení přeprav ústavních a vládních činitelů, zahraničních návštěv a další úkoly podle rozhodnutí vlády ČR. Dále zabezpečuje úkoly letecké záchranné služby, letecké pátrací a záchranné služby a úkoly podle rozhodnutí ministra obrany. Provádí speciální fotogrammetrické lety, letecké snímkování a oblety prostředků radiotechnického zabezpečení letectva.
Jde o VÚ 8407, jednotka působí z letiště Praha-Kbely.

## Výzbroj
Jednotka je vyzbrojena:
- letadly  2 A-319CJ, 6 C-295M/MW, 6 L-410
- a vrtulníky 1 Mi-8S, 5 Mi-17 a 10 W-3A.[6]

## Velitelé
Velitelem útvaru je od 15. 4. 2022 brigádní generál Jaroslav Falta, jmenovaný do hodnosti brigádního generála 28. 10. 2022.

### Dřívější velitelé
- plk. David Klement, plk. Procházka, se zástupcem pplk. Procházkou, ještě před rozdělením původní 1. technické letky na dvě nové letky, na 241. a 242.
- plukovník generálního štábu Martin Nezbeda

## Tradice a symbolika
Původní 6. základna dopravního letectva (6. zDL) se k 1.7.2003 přejmenovala na 24. základnu dopravního letectva VÚ 8407.
24. základna dopravního letectva „T. G. Masaryka“ odkazuje na období první republiky nejen svým názvem, ale i symbolikou. Znak základny byl převzat od Leteckého pluku 1 „TGM“ československého letectva – na modrém, bíle a modře lemovaném novofrancouzském štítě se nachází bílá silueta českého dvouocasého lva. Tento znak odpovídá koncepci symboliky Vzdušných sil AČR, která vychází ze znaků leteckých pluků meziválečné armády.